# Pearl (motorfietsmerk)
Pearl is een historisch merk van scooters.
Pearl Scooters Ludhiana.
Merk uit India dat in de jaren zestig samen met Yamaha de Pearl-scooters van 50 cc op de markt bracht. Toen de Indiase grenzen werden gesloten, verdween Yamaha uit India en daarmee was ook het doek voor Pearl gevallen.